# Ryan Nassib
Ryan Paul Nassib (West Chester, 10 marzo 1990) è un giocatore di football americano statunitense che gioca nel ruolo di quarterback per i New York Giants della National Football League (NFL). Fu scelto nel corso del quarto giro (110º assoluto) del Draft NFL 2013 dai Giants. Al college ha giocato a football all’Università di Syracuse.

## Carriera professionistica

### New York Giants
Nassib fu scelto nel corso del quarto giro del Draft 2013 dai New York Giants. Debuttò come professionista subentrando a Eli Manning nella settimana 4 della stagione 2014. Due settimane dopo, contro i Philadelphia Eagles, completò i suoi primi quattro passaggi. La sua stagione 2014 si concluse con 4 scampoli di partite. L'anno successivo, nell'unica presenza, passò il primo touchdown in carriera nella gara della settimana 16 contro i Minnesota Vikings, completando 5 passaggi su 5 per un passer rating perfetto di 158,3.

## Statistiche
| Partite totali      | 5     |
| Partite da titolare | 0     |
| Yard passate        | 128   |
| Touchdown           | 1     |
| Intercetti          | 0     |
| Passer rating       | 152,1 |

Statistiche aggiornate alla stagione 2015